# Желим с тобом све
Желим с’ тобом све је трећи музички албум певачице Весне Вукелић Венди у издању Јувекомерца (2001). Албум је посвећен њеној ћерки Николети. Садржи 8 песама у различитим музичким жанровима, мада ипак преовладава фолк. Песма „Желим с’ тобом све“ позната је као једини шлагер у Весниној каријери. Објавом овог албума Весна креће на турнеју по Балкану, углавном на вашарима и у дискотекама.

## Песме
| Бр. | Назив               | Трајање | Аутор                             |
| --- | ------------------- | ------- | --------------------------------- |
| 1   | Вајландо            | 3:20    | Маја Вукелић                      |
| 2   | Коцка               | 3:29    | Маја Вукелић                      |
| 3   | Лажу да те варам    | 3:52    | Жикица Обреновац                  |
| 4   | Где сам погрешила   | 3:41    | Жикица Обреновац                  |
| 5   | Желим с' тобом све  | 3:52    | Маја Вукелић                      |
| 6   | Дух                 | 3:01    | Новица Урошевић                   |
| 7   | Казанова            | 2:30    | Жикица Обреновац                  |
| 8   | Изађи на пет минута | 3:22    | Миодраг М. Илић и Миодраг Ж. Илић |